# Moloko (langue)
Pour les articles homonymes, voir Moloko (homonymie).
Le moloko (məloko en moloko), est une langue tchadique du groupe biu-mandara, parlée dans l'Extrême-Nord du Cameroun, le département du Mayo-Sava, l'arrondissement de Tokombéré, le canton de Makalinkay, aux environs de la montagne de Melokwo.
Il est aussi appelé melokwo, mokyo, molko, molkoa, molkwo ou molokwo.
En 1992 on dénombrait environ 8 500 locuteurs.

## Écriture
| a  | b | ɓ  | c  | d   | ɗ  | e | ə | f | g | gw | h | hw | j  | k | kw | l | m  |
| mb | n | nd | ng | ngw | nj | o | p | r | s | sl | t | v  | vb | w | y  | z | zl |

Les tons ne sont pas écrit dans l’orthographe usuelle.